# Krigsförtjänstkorset
Krigsförtjänstkorset (tyska: Kriegsverdienstkreuz) var en krigsutmärkelse i Tyskland under andra världskriget som instiftades den 18 oktober 1939. Korset förlänades med svärd för krigsförtjänster, som inte förtjänade att belönas med Järnkorset, och utan svärd för krigsförtjänster som inte innefattade strid. Krigsförtjänstkorset kunde även förlänas civila. Krigsförtjänstmedaljen gavs vanligen till arbetare för goda insatser inom krigsindustrin. För att förlänas Krigsförtjänstkorsets riddarkors krävdes normalt att den belönade redan hade utmärkts med Tyska korset i silver.

## Klasser och förläningar
- Krigsförtjänstkorsets riddarkors i guld (utan svärd) utdelades två gånger. Det var den 20 april 1945 då korset överlämnades och förläningsurkunden undertecknades av Albert Speer. De två som fick riddarkorset i guld var:
  - Karl Saur, statssekreterare i rustningsministeriet.
  - Franz Hahne, verkmästare vid firman Rheinmetall-Altmärkische Kettenwerke.
- Krigsförtjänstkorsets riddarkors med svärd förlänades 211 gånger, utan svärd 49 gånger.
  - Bland civila som förlänades riddarkorset med svärd kan nämnas, i handelsflottan: sjökapten Willi Arps, sjökapten Kurt Harder, sjökapten Franz Landskron, sjökapten Walter Riese, maskinchef Hermann Hinrichs; inom industrin: verkställande direktör Otto Merker, verkstadschef Jacob Koepke, direktör Heinrich Kelchner, ingenjör Max Braunweiler, fil. dr. Otto Ambros (styrelseledamot i IG Farben), verkmästare Erich Weise; vid Deutsche Reichsbahn: stationsinspektor Remigius Hellenthal, överbanmästare Peter Hölzer, lokomotivförare Rochus Ibrom, lokomotivmästare August Kindervater, stationsinspektor Ludwig Kirsch, stationsmästare Karl Komb, trafikinspektör Kurt Kelter, stationsmästare Johann Koser, distriktschef Julius Metzger; vid projekt V-1: ingenjör Hans Mauch, ingenjör Walter Riedel, arbetaren Hans Scholz, ingenjör Heinrich Temme.
  - Bland civila som förlänades riddarkorset utan svärd kan nämnas: fiskerimästare Hermann Dohrn, flygplanskonstruktören Gerhard Fieseler, verkmästare Johannes Holtmayer, postdirektör Werner Linnemeyer, professor Alexander Lippisch, doktor Theodor Morell (Adolf Hitlers livläkare), generaldirektör Josef Müller (Deutsche Reichsbahn), ingenjör Albin Sawatzki (teknisk ledare för projekt V-2), disponent Carl Wurster (IG Farben).
- Krigsförtjänstkorset av första klassen utdelades med svärd cirka 480 000 gånger, utan svärd cirka 91 000 gånger. Med svärd utdelades det för krigsförtjänster under fientlig eldgivning eller genom personlig tapperhet vid ett fientligt flyganfall med omedelbar vapenverkan. Utan svärd utdelades det för väsentliga insatser för att lösa krigsuppgifter eller utmärkelse eller förtjänst vid flerfaldiga flyganfall.
- Krigsförtjänstkorset av andra klassen utdelades med svärd cirka 6 miljoner gånger, utan svärd cirka 15 miljoner gånger. Med svärd utdelades det för personlig tapperhet under omedelbar fientlig eldgivning. Utan svärd utdelades det för förtjänster vid genomförande av krigsuppgifter eller för utmärkelse eller förtjänst vid flerfaldiga flyganfall.

## Bilder

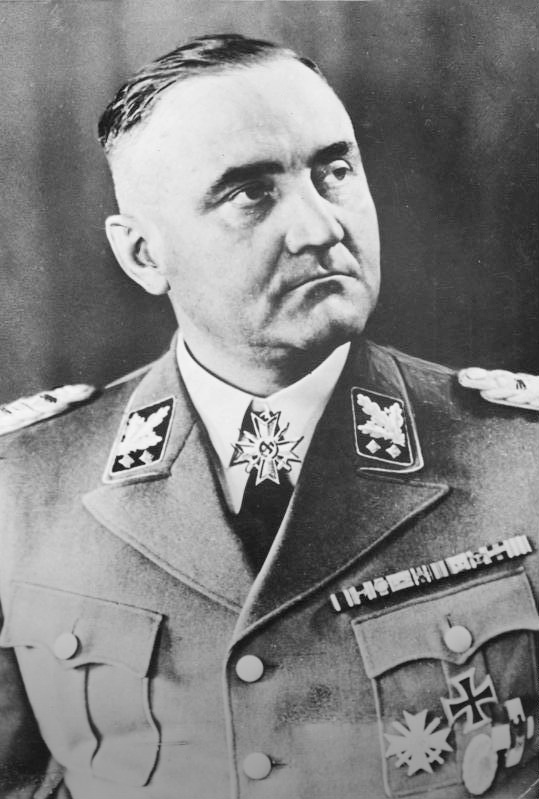
SS-Obergruppenführer Gottlob Berger var en av 211 som förlänades Krigsförtjänstkorsets riddarkors med svärd.
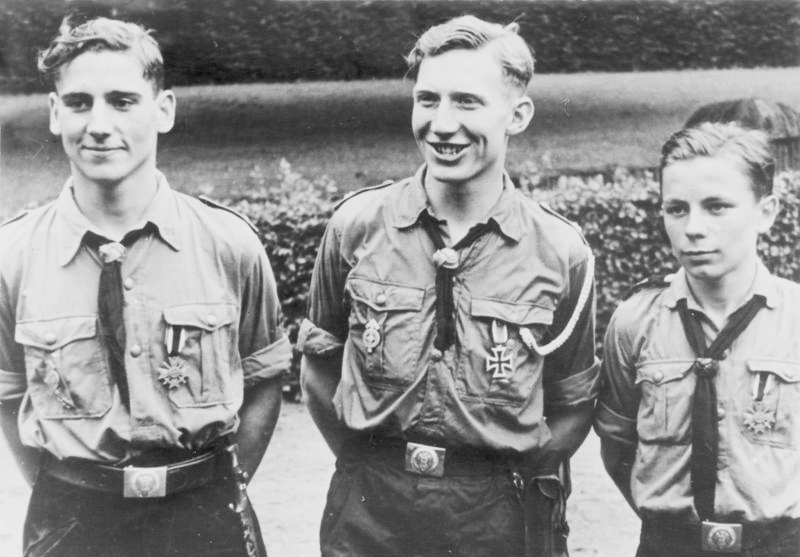
Tre medlemmar av Hitlerjugend, som dekorerats för tapperhet vid ett flyganfall mot Hamburg sommaren 1943. Pojken i mitten förlänades Järnkorset av andra klassen, medan hans två kamrater fick Krigsförtjänstkorset av andra klassen med svärd.
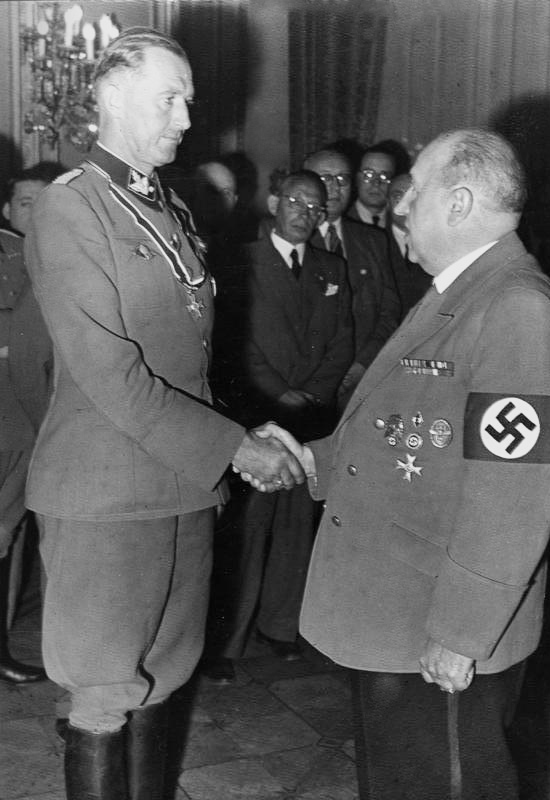
Franz Hayler, statssekreterare i riksekonomiministeriet, gratuleras av riksekonomiministern Walther Funk efter att just ha erhållit Krigsförtjänstkorsets riddarkors utan svärd. Funk är själv dekorerad med Krigsförtjänstkorset av första klassen.

## Släpspännen
Dessa släpspännen infördes 1957 och bars endast i efterkrigstidens Tyskland av dem som förlänats dekorationen under kriget. Hakkorsen saknades på miniatyrerna.

Riddarkorset med svärd
Riddarkorset utan svärd
Första klassen med svärd
Första klassen utan svärd
Andra klassen med svärd
Andra klassen utan svärd
Krigsförtjänstmedaljen